# Cordylogyne
Cordylogyne es un género de planta herbácea de la familia Apocynaceae. Contiene cinco especies. Es originario de Sudáfrica donde se encuentra en las depresiones húmedas.

## Descripción
Es una planta herbácea erecta que alcanza los 30 cm de alto, poco ramificada o abundantemente ramificada, con látex blanco. Las hojas sésiles, ligeramente ascendentes;  herbáceas con 5-7 cm de largo, y 0,2 cm de ancho, lineales, con el ápice agudo, ligeramente revoluto.
Las inflorescencias son extra-axilares y terminales, solitarias, con 4-15 flores, simples.

## Taxonomía
El género fue descrito por Ernst Heinrich Friedrich Meyer y publicado en Commentariorum de Plantis Africae Australioris 218. 1838. La especie tipo es:  Cordylogyne globosa E. Mey.

## Especies
- Cordylogyne argillicola
- Cordylogyne globosa
- Cordylogyne kassnerianum
- Cordylogyne mossambicense
- Cordylogyne mossamhicense